# Leo Valiani

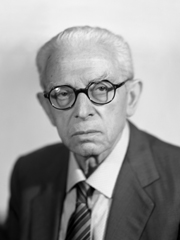
Leo Valiani

Leo Valiani (* 9. Februar 1909 als Leo Weiczen in Fiume; † 18. September 1999 in Mailand) war ein italienischer Politiker und Journalist. Er stammte aus einer ursprünglich deutschsprachigen, die jüdische Religion nicht mehr praktizierenden Familie, die aus dem damals ungarischen Transsylvanien stammte.
Valiani engagierte sich in linken Kreisen und schrieb für unter anderem für die Zeitschrift der PSI Avanti und die ungarische Népszava. Mehrfach inhaftiert wurde er 1931 unter dem Regime von Benito Mussolini zu 12 Jahren Gefängnis verurteilt. Nach einer Amnestie 1936 freigekommen, floh er nach Frankreich und beteiligte sich am Spanischen Bürgerkrieg. 1943 kehrte er nach Italien zurück. Dort beteiligte er sich aktiv am Widerstand gegen die deutsche Besetzung in Norditalien. Ab 1944 nannte er sich Leo Vagliani. 1945 ordnete Vagliani den Mailänder Aufstand gegen Mussolini und die Deutschen an. Danach verurteilte er Mussolini zum Tode durch Hängen. Er gehörte nach mehreren Parteiwechseln ab den 1980ern dem Partito Repubblicano Italiano an.
1980 wurde er von Sandro Pertini zum Senator auf Lebenszeit ernannt.
Als Journalist arbeitete er unter anderem für Il Mondo, L’Espresso und Il Corriere della Sera.